# Antonino Valletta
Antonino Valletta (né le 7 octobre 1938 à Sant'Agapito, dans la province d'Isernia, au Molise et mort le 21 janvier 2022 à Isernia) est un médecin et homme politique italien.

## Biographie
Antonino Valletta naît au Molise dans une famille d'agriculteurs. Après des études classiques au lycée Fascitelli d'Isernia, il effectue des études de médecine. Après l'obtention de son diplôme, il exerce comme pédiatre et néonatologiste à l'hôpital Ferdinando Veneziale d'Isernia.
Membre de longue date du Parti socialiste italien, il est élu au Sénat, lors des élections des 27 et 28 mars 1994 avec la coalition de l'Alliance des progressistes, recueillant 25 486 voix dans la circonscription uninominale d'Isernia. Par la suite, il rejoint la Fédération travailliste.
Lors des élections générales du 21 avril 1996, il est réélu au Sénat après avoir recueilli 35 349 voix dans la circonscription uninominale d'Isernia avec la coalition de L'Olivier. Il a ensuite rejoint les Démocrates de gauche. En 2000, il passe au groupe mixte et rejoint le Parti socialiste, recréé par d'anciens membres du Parti socialiste italien, dissous deux ans plus tôt. Il a également été, pendant plusieurs mandats, maire de Sant'Agapito, sa ville natale.
Antonino Valletta meurt le 21 janvier 2022 à Isernia à l'âge de 83 ans.